# 2901 Bagehot
2901 Bagehot eller 1973 DP är en asteroid i huvudbältet, som upptäcktes 27 februari 1973 av den tjeckiske astronomen Luboš Kohoutek vid Bergedorf-observatoriet. Den har fått sitt namn efter Walter Bagehot.
Den tillhör asteroidgruppen Koronis.